# Споменик Вечна ватра
Споменик „Вечна ватра” налази се у Парку Пријатељства на Ушћу у Београду. Подигнут је у знак сећања на жртве НАТО бомбардовања Савезне Републике Југославије. Аутор споменика је академски вајар Светомир Радовић. Споменик је свечано откривен 12. јуна 2000. године, поводом годишњице завршетка НАТО бомбардовања, у присуству највиших државних званичника.

## Изглед споменика
Спомен-обележје од монтажних бетонских елемената, висине 30 метара, подигнуто је за девет дана, а уређен је и комплекс од 10 хектара. У изградњи је учествовало више од 500 људи. Бакља је висока 4,70 метара, широка 2,80 метара, а тешка пет тона. У угловима постаменталног дела постављена су четири светлосна топа чији су снопови обасјавали стуб, укрштали се изнад бронзане бакље на врху обелиска тешке око пет тона, а светлост је сезала 20 километара увис. Од свечаног откривања споменика, из бронзане бакље, вијорио се пламен висок три метра.
На предњој страни споменика се налазе стихови Бранка Миљковића, из песме „Југославија”: 
| „ | Све што нема ватре у себи сагори. Што сагори постаје ноћ. Што не изгори рађа дан. | ” |

А на задњој страни стихови из песме „Домовина”: 
| „ | И када би ме убили. Волим те. | ” |

На постаменту ширине 5,5 метара уклесан је текст „Вечна ватра” који је написала Мира Марковић, председник дирекције ЈУЛ-а:
| „ | Ова ватра нека вечно гори као успомена на рат који је 19 земаља НАТО пакта – Сједињене Америчке Државе, Канада, Велика Британија, Француска, Немачка, Холандија, Италија, Грчка, Турска, Данска, Белгија, Шпанија, Португалија, Исланд, Норвешка, Луксембург, Пољска, Мађарска и Чешка – водило против Србије од 24. марта до 10. јуна 1999. године. Нека вечно гори и као успомена на херојску одбрану Србије у којој је учествовао цео народ. Нека вечно гори и за цео свет. Да би био слободан, свет мора да нађе у себи храброст и снагу са којима смо се ми борили и одбранили у пролеће и лето 1999. године. | ” |

## Скрнављење и запуштање споменика
Пламен на „Вечној ватри” се вијорио до 5. октобра 2000. године. Тада су се повукли полицајци који су обезбеђивали споменик, а непознати хулигани су упали у објекат одакле је стизао гас, оштетили инсталације и тако угасили „Вечну ватру”. Други су развалили улазна врата и ушли у обелиск. Онда је у истој ноћи група младих вандала поскидала и однела скупоцене рефлекторе. Убрзо након тога, споменик је ишаран графитима који су потпуно прекрили натписе и нарушили изглед споменика. Након тога скинута су слова са текста „Вечна ватра” у којем је било наведено коме је споменик посвећен.
Споменик је био запуштен све до 2009. године, када су, захваљујући иницијативи Клуба генерала и адмирала Србије, исцртане поруке префарбане, а прилаз „Вечној ватри” очишћен. Пламен није поново засијао.
Најновије уређење споменика било је у марту 2019, када је обновљен и цео Парк пријатељства, у ком је уређен плочник, постављене нове клупе и корпе за отпатке, постављена нова расвета и засађено дрвеће. Споменику је у потпуности враћена бела боја, међутим пркосни пламен опет није засијао.